# Somers (del av en befolkad plats)
Somers är en del av en befolkad plats i Australien. Den ligger i delstaten Victoria, omkring 68 kilometer söder om delstatshuvudstaden Melbourne. Antalet invånare är 1 427.
Närmaste större samhälle är Phillip Island, omkring 11 kilometer sydost om Somers. 
Genomsnittlig årsnederbörd är 1 251 millimeter. Den regnigaste månaden är maj, med i genomsnitt 154 mm nederbörd, och den torraste är januari, med 51 mm nederbörd.